# مقاطعة بلات (ميزوري)
مقاطعة بلات (بالإنجليزية: Platte County)‏ هي إحدى المقاطعات في ولاية ميزوري في الولايات المتحدة الأمريكية.